# Brossardia
Brossardia es un género de plantas fanerógamas, pertenecientes a la familia Brassicaceae con dos especies.
Las dos especies están pendientes de ser aceptadas, ya que algunos autores las consideran sinónimos del género Noccaea

## Taxonomía
El género fue descrito por Pierre Edmond Boissier y publicado en Annales des Sciences Naturelles; Botanique, sér. 2 16: 380. 1841.

## Especies
- Brossardia papyracea
- Brossardia retusa